# Nokere Koerse 1960
La Nokere Koerse 1960, sedicesima edizione della corsa, si svolse il 4 maggio per un percorso con partenza ed arrivo a Nokere. Fu vinta dal belga Gilbert Desmet della squadra Carpano davanti ai connazionali Lode Troonbeeckx e Leopold Rosseel.

## Ordine d'arrivo (Top 10)
| Pos. | Corridore           | Squadra                | Tempo |
| ---- | ------------------- | ---------------------- | ----- |
| 1    | Gilbert Desmet      | Carpano                |       |
| 2    | Lode Troonbeeckx    | Dr. Mann-Dossche Sport |       |
| 3    | Leopold Rosseel     | Wiel's-Flandria        |       |
| 4    | Norbert Kerckhove   | Faema                  |       |
| 5    | Arnould Flecy       | Wiel's-Flandria        |       |
| 6    | Lucien De Munster   | Wiel's-Flandria        |       |
| 7    | Leopold Schaeken    | Wiel's-Flandria        |       |
| 8    | Etienne Vercauteren | Libertas-Eura Drinks   |       |
| 9    | Roger Vindevogel    | Dr. Mann-Dossche Sport |       |
| 10   | Alfons Vandenbrande | Libertas-Eura Drinks   |       |